# Opération Beyrouth
Pour plus de détails, voir Fiche technique et Distribution.
Opération Beyrouth ou Beyrouth au Québec (Beirut) est un thriller politique américain réalisé par Brad Anderson, sorti en 2018.

## Synopsis
Beyrouth, 1972. Avant que la guerre du Liban n'éclate, un diplomate américain, Mason Skiles, organise une réception, en présence de sa femme Nadia et de leur futur enfant adopté, Karim, un orphelin palestinien de 13 ans. Mais le cocktail est perturbé par l'arrivée de Cal Riley, un agent de la CIA, qui lui donne des nouvelles inquiétantes à propos de Karim. Quelques secondes plus tard, des terroristes font irruption et font un massacre parmi les convives. Skiles perd sa femme, tuée dans l'attaque, et repart aux États-Unis. 
1982. Le Liban est ravagé par la guerre lors de l'invasion israélienne du pays. Sandy Crowder, agent de la CIA, contacte Mason Skiles pour qu'il retourne à Beyrouth pour négocier la libération de Cal Riley, kidnappé par des terroristes. Mais Skiles découvre que leur chef n'est d'autre que Karim et que ce dernier veut qu'on libère son frère Rafik.

## Critique de la bande-annonce
La bande-annonce du film a été critiquée par Sopan Deb dans The New York Times. Il l'a qualifiée d'offensive, car elle donne une image stéréotypée des Libanais, des Arabes et du Moyen-Orient en général. Il souligne qu'aucun acteur libanais ne figure dans le film et cite un hashtag sur les réseaux sociaux, #BoycottBeirutMovie, comme preuve de l'accueil réservé à la bande-annonce au Liban. 
Walaa Chahine, qui écrit pour le Huffington Post, exprime des critiques similaires ; selon lui, la bande-annonce « semble suivre la même rhétorique que tant d'autres thrillers concernant le Moyen-Orient : les Arabes sont barbares et incivilisés, et leurs pays sont un désastre ». 
La bande-annonce du film a été critiquée par les utilisateurs des réseaux sociaux pour avoir déshumanisé les Arabes et les musulmans, représenté un sauveur blanc (figure paternaliste valorisant les Blancs au détriment des personnes racisées), pour avoir ignoré les complexités politiques de la guerre du Liban et pour avoir montré les Libanais sous un jour caricatural,.  Le slogan de fin de la bande-annonce « 2 000 ans de vengeance, de vendetta, de meurtre... bienvenue à Beyrouth », a été critiqué comme une représentation erronée et déroutante de l'histoire de Beyrouth et du Liban, un pays diversifié avec de multiples religions et différentes communautés de musulmans et de chrétienss,. 

## Fiche technique
- Titre original : Beirut
- Titre français : Opération Beyrouth
- Réalisation : Brad Anderson
- Scénario : Tony Gilroy
- Photographie : Björn Charpentier
- Montage : Andrew Hafitz
- Musique : John Debney
- Producteurs : Tony Gilroy, Ted Field, Mike Weber, Shivani Rawat et Monica Levinson
- Sociétés de production : Radar Pictures et ShivHans Pictures
- Société de distribution : Bleecker Street (USA), Warner Bros (France)
- Pays d’origine :  États-Unis
- Langue : anglais
- Format : Couleurs
- Genre : thriller politique
- Durée :
- Dates de sortie :
  - États-Unis : 
    - 22 janvier 2018 (Festival du film de Sundance)
    - 11 avril 2018 (sortie nationale)

  - France : 30 mai 2018

## Distribution
- Jon Hamm (VF : Jérémie Covillault ; VQ : Patrick Chouinard) : Mason Skiles
- Rosamund Pike (VF : Charlotte Daniel ; VQ : Valérie Gagné) : Sandy Crowder
- Dean Norris (VF : Jean-François Aupied ; VQ : Guy Nadon) : Donald Gaines
- Shea Whigham (VF : Jochen Haegele ; VQ : Sylvain Hétu) : Gary Ruzak
- Mark Pellegrino (VF : Yann Sundberg ; VQ : Pierre-Étienne Rouillard) : Cal Riley
- Idir Chender (VF : lui-même) : Karim Abu Rajal
- Ben Affan : Jassim/Rami
- Leïla Bekhti (VF : elle-même) : Nadia Skiles
- Alon Abutbul (VF : Féodor Atkine) : Roni Niv
- Kate Fleetwood (VQ : Mélanie Laberge) : Alice
- Douglas Hodge (VF : Eric Peter) : Sully
- Jonny Coyne () : Bernard Teppler
- Mohamed Zouaoui : Fahmi
- Mohamed Attougui : Rafik
- Larry Pine (VF : Frédéric Cerdal ; VQ : Denis Mercier) : Frank Whalen
- Colin Stinton : M. Jones

 Source et légende : version québécoise (VQ) sur Doublage.qc.ca